# Międzynarodowe Stowarzyszenie Studentów Medycyny IFMSA-Poland
Międzynarodowe Stowarzyszenie Studentów Medycyny IFMSA-Poland – organizacja zrzeszająca studentów i młodych lekarzy, jest zrzeszeniem apartyjnym, samorządnym i trwałym, o celach niezarobkowych. W ramach swej działalności należy do Międzynarodowej Federacji Stowarzyszeń Studentów Medycyny – IFMSA (International Federation of Medical Students’ Associations). 
Stowarzyszenie funkcjonowało początkowo jako KKSAM (Komitet Koordynacyjny Studentów Akademii Medycznych), następnie i przez wiele lat jako PolMSIC (Polish Medical Students’ International Committee), a od kilku lat w formie IFMSA-Poland.
IFMSA-Poland ma swój Zarząd, Koordynatorów Narodowych oraz Komisję Rewizyjną, którzy są wybierani raz w roku podczas Zgromadzenia Delegatów. 
W skład Zarządu Głównego IFMSA-Poland wchodzą: 
- Prezydent,
- Wiceprezydent ds. wewnętrznych,
- Wiceprezydent ds. marketingu,
- Wiceprezydent ds. wizerunku i komunikacji,
- Wiceprezydent ds. zasobów ludzkich,
- Sekretarz Generalny,
- Skarbnik.

Działalność statutowa realizowana jest w obrębie 6 Programów Stałych:
- SCOPE - Program Stały ds. Praktyk Klinicznych (Standing Committee on Professional Exchange),
- SCORE - Program Stały ds. Wymiany Naukowej (Standing Committee on Research Exchange),
- SCOME - Program Stały ds. Edukacji Medycznej (Standing Committee on Medical Education),
- SCOPH - Program Stały ds. Zdrowia Publicznego (Standing Committee on Public Health),
- SCORA - Program Stały ds. Zdrowia i Praw Reprodukcyjnych, w tym HIV i AIDS (Standing Committee on Reproductive Health and Rights including HIV&AIDS),
- SCORP - Program Stały ds. Praw Człowieka i Pokoju (Standing Committee on Human Rights and Peace).